# Sphaeromantis spinicollis
Sphaeromantis spinicollis es una especie de mantis de la familia Mantidae.

## Distribución geográfica
Se encuentra en Somalia.